# Friedrich Ebert
Friedrich Ebert (Heidelberg, 4. veljače 1871. – Berlin, 28. veljače 1925.) je bio njemački političar i član Socijaldemokratske stranke Njemačke. Bio je prvi predsjednik Njemačke od 1919. sve do smrti 1925. godine.

## Životopis
Radeći u upravnom odboru Socijaldemokratske stranke Njemačke u Berlinu od 1905. godine, 1912. postao je član Reichstaga, a 1916. jedan od predsjedavajućih socijaldemokratske frakcije u Reichstagu. Već 1913. godine, nakon smrti Augusta Bebela, izabran je za predsjednika SPD. 
Nakon pobjede revolucije iz 1918. preuzeo je kopredsjedavanje revolucionarnom vladom, „Sovjetom narodnih poslanika“. Bio je odlučan protivnik „diktature proletarijata“ i sustava sovjeta prema ruskom uzoru, zalagao se za parlamentarnu demokraciju i sproveo izbore za Weimarsku nacionalnu skupštinu, na kojima je 11. veljače 1919. izabran za predsjednika njemačke države.
Za vrijeme svog mandata stremio je političkom i socijalnom izjednačavanju radništva i građanstva i odbacio politiku klasne borbe, što nije bilo ne sporno ni unutar socijaldemokracije. Godine 1925. u doba od od 54 godine umire prvi demokratski izabrani predsjednik države u Njemačkoj. 

## Zaklada Friedrich Ebert
Političko djelovanje Friedricha Eberta tijekom postojanja Weimarske Republike se danas gleda kao veoma bitan arhetip današnje Socijaldemokratske stranke Njemačke. Danas je Zaklada Friedrich Ebert najstarija zaklada s političkim djelovanjem koja među ostalom podržava studente sa značajnim intelektualnim mogućnostima.
Zaklada Friedrich-Ebert osnovana je 1925. godine kao političko nasljeđe prvog demokratski izabranog predsjednika Njemačke, Friedricha Eberta.